# Philophylla
Philophylla is een geslacht van insecten uit de familie van de Boorvliegen (Tephritidae), die tot de orde tweevleugeligen (Diptera) behoort.

## Soorten
- P. caesio: Brandnetelboorvlieg (Harris, 1780)